# Ján Matík
Ján Matík (3. února 1880 Budzimír – 26. dubna 1955 Budzimír) byl slovenský a československý politik a meziválečný poslanec Národního shromáždění za Hlinkovu slovenskou ľudovou stranu.

## Biografie
Profesí byl podle údajů k roku 1926 rolníkem v Budzimíri.
V parlamentních volbách v roce 1925 získal za Hlinkovu slovenskou ľudovou stranu (před rokem 1925 oficiální název Slovenská ľudová strana). poslanecké křeslo v Národním shromáždění.